# 동강중학교 (전남)
동강중학교(東江中學校)는 대한민국 전라남도 고흥군 동강면 유둔리에 있는 사립 중학교이다.

## 학교 연혁
- 1964년 9월 29일 :  동강고등공민학교 설립
- 1967년 12월 26일 : 동강중학교 개교
- 1968년 3월 1일 : 초대 장인동 교장 취임
- 2001년 2월 5일 : 제4대 장채형 이사장 취임
- 2012년 3월 1일 : 도지정 농어촌 연중돌봄학교 지정
- 2021년 9월 1일 : 제4대 정무섭 교장 취임
- 2024년 1월 9일 : 제54회 졸업식 거행 (총졸업생 5,853명)
- 2024년 3월 4일 : 제57회 입학식 거행

## 참고 자료
- 동강중학교 - 한국교육학술정보원 학교알리미